# Чирянка маврикійська
Чирянка маврикійська (Anas albogularis) — вид водоплавних птахів родини качкових (Anatidae). Поширений на островах на півночі Індійського океану.

## Поширення
Птах розмножується на Андаманських острова (належать до Індії) та на Великому Кокосовому острові (М'янма). Загальна чисельність популяції може перевищувати 1000 птахів. Мешкає в прісноводних струмках, ставках і лагунах, рисових полях, прісноводних і солонуватих болотах, приливних струмках та естуаріях.

## Опис
Це невелика качка, що досягає в довжину 37-47 см. Оперення кольору кориці з білими плямами на горлі та навколо очей; голова темно-коричнева.

## Спосіб життя
Про розмноження відомо дуже мало. Період розмноження починається на початку липня. Гнізда будують як у дуплах дерев, так і на землі. Повна кладка, ймовірно, містить менше десяти яєць. Яйця мають кремовий колір. Пташенят доглядають обидва батьківські птахи.